# Pointe-à-Pitre

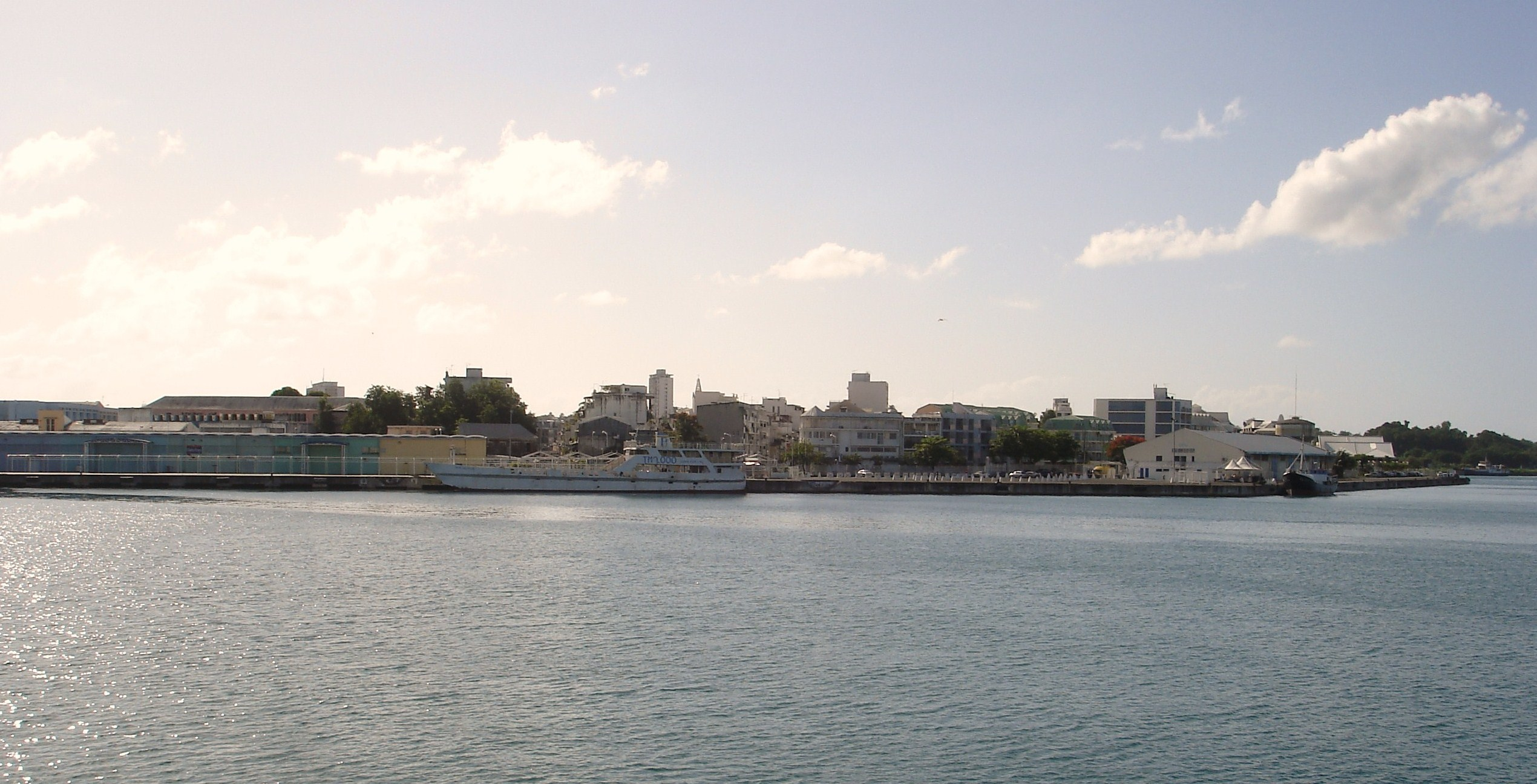
Pointe-à-Pitre

Pointe-à-Pitre é a principal cidade do departamento ultramarino francês de Guadalupe, no Caribe. No ano de 2006 tinha uma população de 17,540 habitantes, sua maioria descendentes de negros escravizados. A cidade foi fundada em 1874 pelo oficial naval Gabriel de Clieu.
A cidade está situado na porção sudoeste da ilha de Grande-Terre, de frente para o mar do Caribe. Tem grande importância econômica devido a existência do principal porto de Guadalupe na cidade, sendo o principal modo de exportação de produtos da ilha, como banana, cacau e café.

## Filhos ilustres
- Ver Categoria:Naturais de Pointe-à-Pitre